# Аласъярв
А́ласъярв (эст. Alasjärv) — проточное пресное озеро в уезде Вырумаа, Эстония (эст. код. VEE2144900).
Средняя площадь водного зеркала составляет 7,2 га. Через озеро протекает река Пиуза (бассейн Псковского озера).
Населённые пункты на берегах отсутствуют. Дорог у озера также нет. Берега покрыты лесом. Неподалёку расположена вершина Суур-Мунамяги (318 м).
В ихтиофауне присутствуют обычные для этих мест: обыкновенная плотва, речной окунь, щука, золотой карась, линь, обыкновенный ёрш, красноперка, налим, язь, вьюн, щиповка, пескарь, речной рак.
Акваторию озера, как и соседнего с ним озера Кюлаярв, на 0,5 км выше по течению Пиузы, в свой состав включает природный парк Хаанья, образованный ещё в 1957 году.